# Стеван Смедеревац
Стеван Смедеревац (Баваниште, 16. фебруар 1882 — Панчево, новембар 1957) био је лекар. 

## Биографија
Рођен је 16. фебруара 1882. године у Баваништу у трговачкој породици. Отац му се звао Константин (Коста), а мајка Софија (девојачко презиме Петровић), имао је и рођену сестру Церину. Био је лекар и већину каријере је провео у Панчеву. Био је ожењен Олгом Смедеревац и, будући да је и он као и његова супруга био велики љубитељ и поштовалац уметности, сакупљао је уметничка дела и био пријатељ са многим уметницима из тог периода.
Стеван Смедеревац је медицину завршио у Будимпешти 1905. године и од те године креће да ради на пољу медицине. Ишао је у два наврата у Швајцарску због специјализације, на пољу туберкулозе. У Панчево долази 1912. године и ту остаје да ради као лекар за стално, пре свега због супруге која је била из Панчева. Био је велики хуманитарац, лечио је бесплатно најсиромашније грађане, у току балканских ратова, лечио је рањенике и војнике и за то је одликован орденом Светог Саве. Грађани Панчева су га изабрали за дечијег лекара дечијег одељења болнице у Панчеву. Поред медицине јако се занимао за уметност, тако су захваљујући њему млади југословенски сликари Букајло Вучинић, Петар Пап-Јерковић и Милош Вушковић изложили неколико својих радова у Панчеву и по први пут представили свој рад широј јавности. Као и његова супруга био је колекционар и покровитељ уметника и био пријатељ са многима. Сачуване фотографије сведоче о његовој присутности у Тенис клубу у Народној башти и у веслачком клубу на другој обали Тамиша, што нам додатно открива његову свестраност. 
Доктор Стеван Смедеревац и Олга Алексић венчали су се 21. фебруара 1914. године у општини града Панчева, а затим је дан касније одржано и црквено венчање у храму Успења Пресвете Богородице. Он је тада имао 32 године, а Олга 23 и њој је то био трећи брак, док је њему био први. Остали су заједно до краја живота и били јако поштован и угледан пар. Нису имали деце и живот су посветили хуманитарном раду и колекционарству. У њиховој кући сви велики уметници тог периода, из различитих области, били су редовни и радо виђени гости. 
Др Стеван Смедеревац умро је у новембру 1957. године и сахрањен је на старом православном гробљу, у породичној гробници свог деде по мајци Пере Петровића. Остао је упамћен као угледни лекар, а Легат Олге и Стевана Смедеревца налази се у Народном музеју у Панчеву. 
Многи његови пријатељи изражавали су велику жалост због његове смрти, о томе сведочи и једно писмо Исидоре Секулић упућено Олги Смедеревац. Исидора је била њихова дугогодишња пријатељица. Молим да примите израз мога саучешћа у данима када Вам је губитак друга и најближег пријатеља, верујем, тежак као стена на уму и на души. Боли много растанак, боли сећање, боли онај кога више нема. Сећам Вас се топло, видим Вас као некада, мислим на Вас као сада. Није живот весела ствар, али је велика ствар...